# 1845.
◄ | 18. stoljeće | 19. stoljeće | 20. stoljeće | ►
◄ | 1810-ih | 1820-ih | 1830-ih | 1840-ih | 1850-ih | 1860-ih | 1870-ih | ►
◄◄ | ◄ | 1842. | 1843. | 1844. | 1845. | 1846. | 1847. | 1848. | ► | ►►
Arhitektura • Astronomija • Biologija • Fotografija • Glazba • Kazalište • Kemija • Kiparstvo • Knjige • Književnost • Kršćanstvo • Meteorologija • Medicina • Politika • Pravo • Promet • Slikarstvo • Šport • Znanost • Željeznički promet

## Događaji
- 29. srpnja – Srpanjske žrtve, pokolj u Zagrebu prilikom protumađaronskih prosvjeda.
- 16. rujna – Kod Bošnjaka potonula Sloga, prvi hrvatski parobrod.

## Rođenja
- 3. ožujka – Georg Cantor, njemački matematičar († 1918.)
- 27. ožujka – Wilhelm Conrad Röntgen, njemački fizičar († 1923.)
- 22. travnja – Isidor Kršnjavi, hrvatski slikar, kulturni i javni djelatnik († 1927.)
- 24. travnja – Carl Spitteler, švicarski književnik († 1924.)
- 18. lipnja – Charles Louis Alphonse Laveran, francuski liječnik, nobelovac, († 1922.)

## Smrti
- 12. svibnja – August Wilhelm Schlegel, njemački književnik (* 1767.)
- 8. lipnja – Andrew Jackson, 7. predsjednik SAD-a (* 1767.)
- 30. studenog – Nils Gabriel Sefström, švedski kemičar i ponovni otkrivač vanadija (* 1787.)

## Vanjske poveznice
|  | Zajednički poslužitelj ima još gradiva o temi 1845. |